# Guter Brunnen

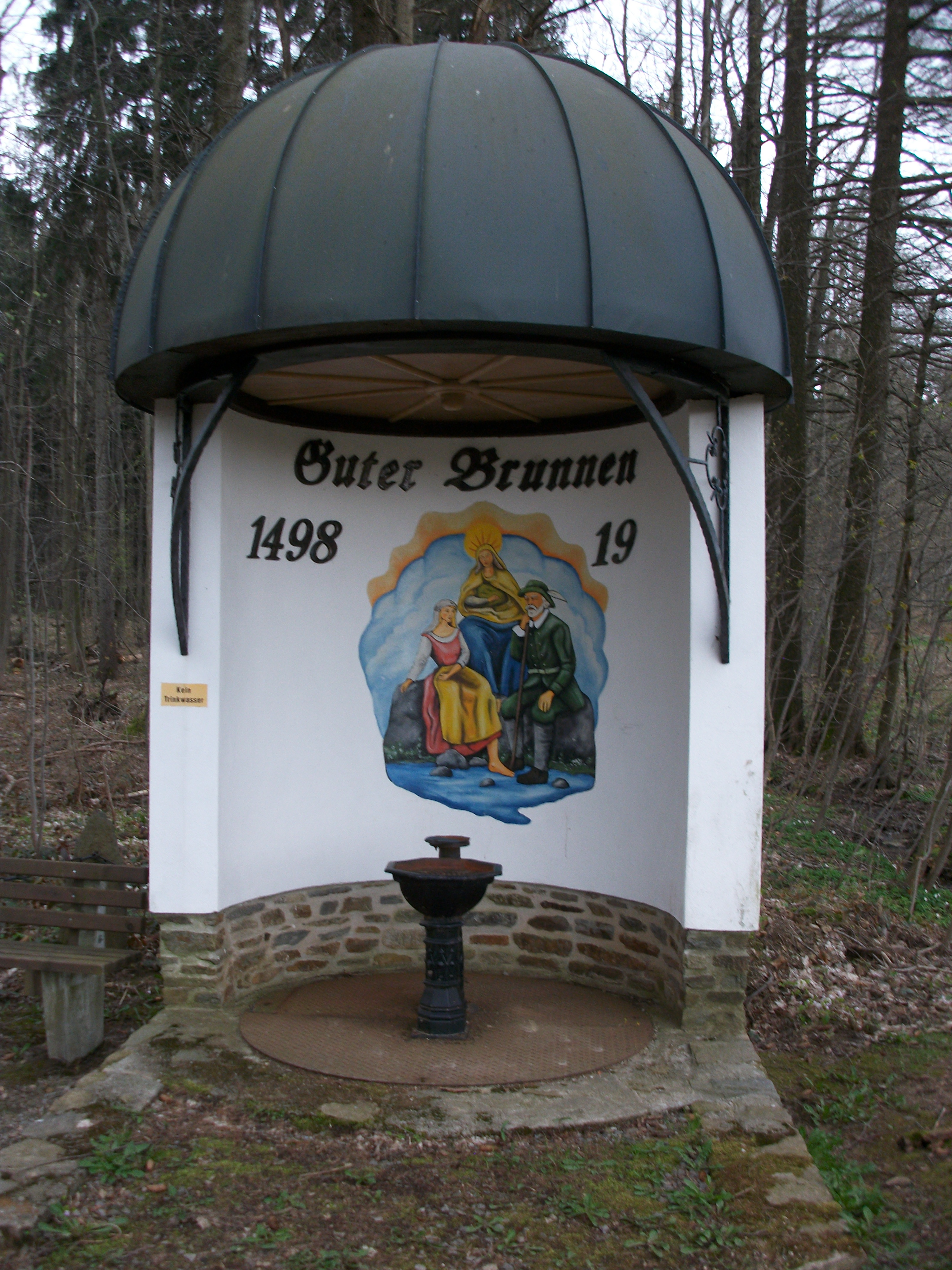
Quelle Guter Brunnen (2017)

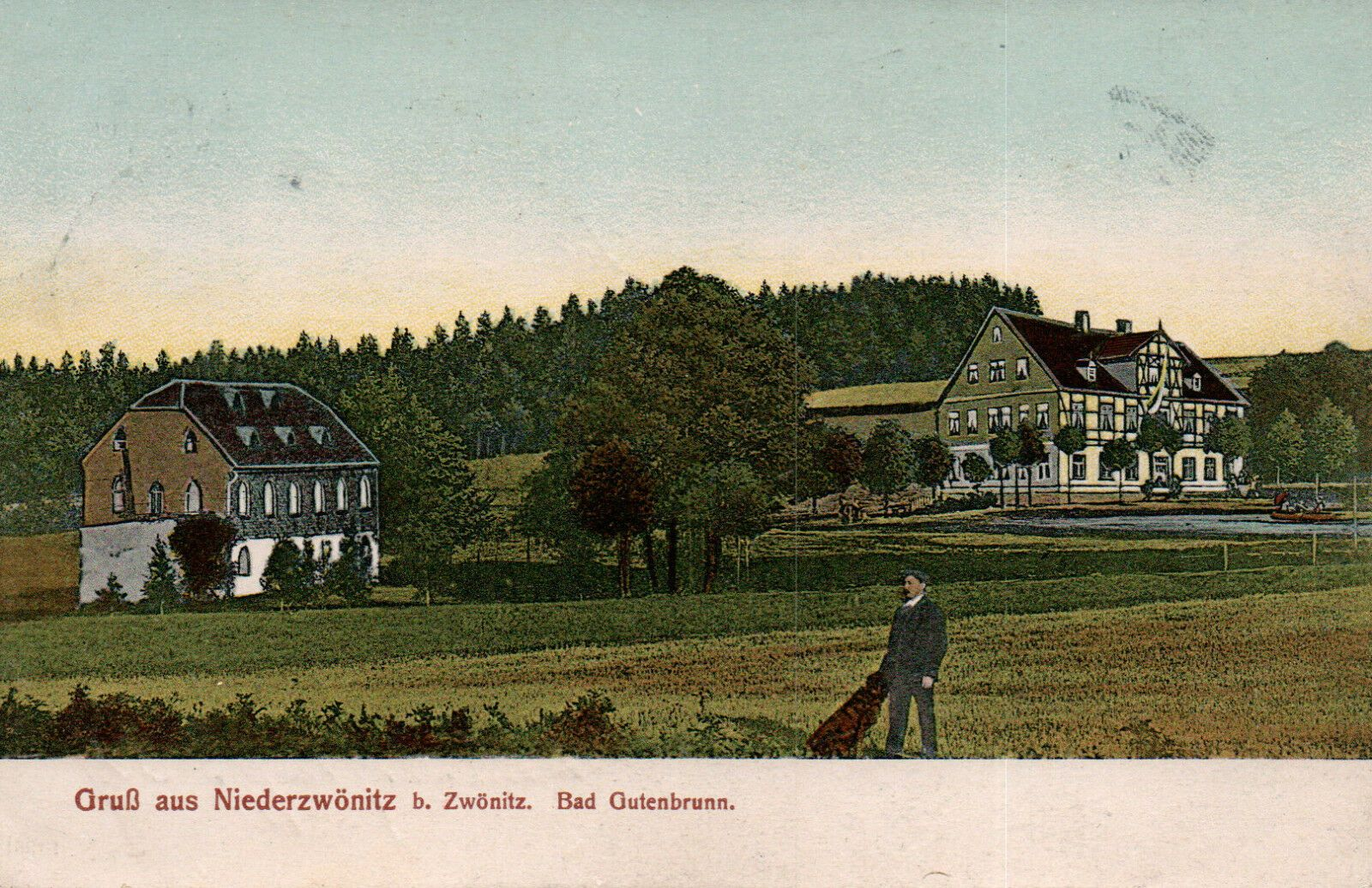
„Bad Gutenbrunn“ in einer Ansichtskarte von um 1900

Guter Brunnen ist eine Quelle in Niederzwönitz, einem Ortsteil der Stadt Zwönitz im sächsischen Erzgebirge. Daneben gibt es noch weitere Quellen, die dazu führten, dass eine Badeanlage am Guten Brunnen entstand, die bis 1941 die Bezeichnung Bad Guter Brunnen, Bad Gutenbrunn und Bad zum Guten Brunnen führte.

## Geschichte
1603 gab der damals nach eigener Aussage bereits 100 Jahre alte Peter Richter aus Kühnheide vor Gericht zu Protokoll, dass der Gute Brunnen in seiner Jugend Drei-Tannen-Brunnen genannt wurde und als Gesundbrunnen bereits im Jahre 1498 anerkannt worden sei. Für die zu diesem Brunnen pilgernden Kranken sei eine Kapelle errichtet worden, die der Heiligen Anna geweiht war, weshalb der Brunnen in katholischer Zeit auch St.-Annen-Brunnen genannt worden sei. Damit verbunden sei auch die Sage vom 13-jährigen Ännchen aus Niederzwönitz, die durch Blattern erblindet war und der im Traum in der Nacht zum St.-Annen-Tag am 26. Juli die Mutter Gottes erschienen sei. Diese hätte sie an der Hand zur besagten Quelle geführt. Mit dem Quellwasser benetzte sie ihre Augen, Anna segnete sie und verschwand. Daraufhin soll das blinde Ännchen wieder sehend geworden sein, und aus Dankbarkeit errichtete ihr Vater an der Quelle eine Kapelle.
Nach der Reformation verfiel die Kapelle und auch die Heilquelle geriet ab 1558 in Vergessenheit, nachdem ein Wolkenbruch ihren Wasserfluss veränderte. Erst 1608 wurde die Heilquelle von einem Unbekannten wieder gefasst. Der Schulrektor Martin Pfüntel aus Plauen veröffentlichte eine Druckschrift über die Bedeutung der Quelle und deren Heilerfolge, so dass zahlreiche Kranke von ihr angezogen wurden. Seit 1646 wurde die benachbarte Quelle als Krätzbrunnen bezeichnet, weil deren Wasser gegen Krätze und Ausschlag helfen sollte.
Im Jahre 1711 fasste der Niederzwönitzer Rittergutsbesitzer Oesterreich beide Quellen neu und warb auch um die Nutzung einer dritten Quelle, der er den Namen Augenbrunnen gab, nachdem ein fast erblindeter Mann durch den Gebrauch des Quellwassers wieder sehen konnte.
1819 wurde am Guten Brunnen für den Badebetrieb ein neues Badehaus mit zehn Zellen und elf Wannen gebaut, welches bis 1949 als Mineral- und Radiumbad genutzt wurde. Das Bad wurde von 1857 bis 1889 von einer Gesellschaft unter Leitung des Bürgermeisters Krauße aus Lößnitz (Erzgebirge) betrieben, danach durch die Familie Forbrig. Die Zahl der Kurgäste von 1902 bis 1916 wird mit 90 bis 156 angegeben. Im Jahre 1951 waren es noch 87 Kurgäste.
In der Zeit des Nationalsozialismus hatten sich im Deutschen Reich einheitliche und strengere Richtlinien durchgesetzt, welche die notwendigen Mengenangaben von Mineralien für Heilquellen vorschrieben. Die drei Heilquellen entsprachen nicht diesen Richtlinien, worauf der Landrat von Stollberg 1941 erklärte, dass die Bezeichnung „Bad“ nicht mehr aufrechterhalten werden kann. Auch wurde die Bezeichnung „Radiumbad Guter Brunnen“ auf Etiketten untersagt.
Folgende Gebäude gehörten zum Ensemble „Bad Guter Brunnen“:
- ein Gasthaus
- ein Badehaus (1819–1998)
- ein Wasserhaus
- Nebengebäude (Stall, Scheune und Schuppen)

Heute liegt die Gesamtanlage brach. Am 18. Oktober 1984 wurde mittels Beschluss das gesamte Gebiet als ein Flächennaturdenkmal deklariert. Besondere Bedeutung fand dabei die Anlage in der sächsischen Bädergeschichte.  Bis heute wird es naturschutzfachlich bewirtschaftet und gepflegt und beherbergt eine Reihe gefährdeter Pflanzen- und Tierarten sowie besonders geschützte Biotope.
Im Zuge von ABM-Maßnahmen wurden 1998 der Gute Brunnen neu gefasst und die nach der Reformation verfallene katholische Annen-Kapelle rekonstruiert.